# (34628) 2000 UA99
2000 UA99 (asteroide 34628) é um asteroide da cintura principal. Possui uma excentricidade de 0.05309720 e uma inclinação de 8.48633º.
Este asteroide foi descoberto no dia 25 de outubro de 2000 por LINEAR em Socorro.